# Ceratophysella penicillifer
Ceratophysella penicillifer är en urinsektsart som beskrevs av Cassagnau 1964. Ceratophysella penicillifer ingår i släktet Ceratophysella och familjen Hypogastruridae. Inga underarter finns listade i Catalogue of Life.